# Lorenzo Charles
Lorenzo Emile „Lo“ Charles (* 25. November 1963 in Brooklyn, New York; † 27. Juni 2011 in Raleigh, North Carolina) war ein US-amerikanischer Basketballspieler.

## Leben
Er absolvierte die Brooklyn Technical High School in seiner Heimatstadt, für die er auch Basketball spielte. Anschließend ging er an die North Carolina State University und kam für deren Basketballteam von 1981 bis 1985 in insgesamt 126 Spielen als Power Forward zum Einsatz. Im Jahr 1983 errang er mit der Mannschaft die Meisterschaft der Atlantic Coast Conference. Darüber hinaus gewann das von Jim Valvano trainierte Team am 4. April 1983 in Albuquerque das Finalspiel der NCAA Division I Basketball Championship und damit die College-Landesmeisterschaft gegen die hochfavorisierte Mannschaft der University of Houston, in der unter anderem Hakeem Olajuwon und Clyde Drexler spielten. Der spielentscheidende Dunk von Lorenzo Charles zum Endstand von 54:52, zwei Sekunden vor Spielende, gilt als einer der bekanntesten und symbolträchtigsten Momente in der Geschichte der NCAA-Basketball-Meisterschaft. Die Sportjournalisten der Nachrichtenagentur Associated Press wählten ihn im gleichen Jahr zum All-American.
Lorenzo Charles wurde 1985 in der zweiten Runde des NBA Drafts von den Atlanta Hawks ausgewählt, für die er in der NBA in der Saison 1985/86 insgesamt 36 Spiele absolvierte. Von 1986 bis zum Ende seiner Profikarriere im Jahr 2001 war er für verschiedene Minor-League-Teams sowie für Mannschaften in Europa und Südamerika aktiv. Anschließend wirkte er kurzzeitig als Trainer des in Fargo im Bundesstaat North Dakota ansässigen Minor-League-Teams Fargo-Moorhead Beez in der Continental Basketball Association.
Im Juni 2011 kam Lorenzo Charles im Alter von 47 Jahren ums Leben, als er mit einem von ihm gelenkten Bus auf der Interstate 40 verunglückte.